# Eupithecia hilariata
Eupithecia hilariata är en nattfjäril som beskrevs av Karl Dietze 1908. Eupithecia hilariata ingår i släktet Eupithecia och familjen mätare. Inga underarter finns listade i Catalogue of Life.